# Balonismo do Brasil
O Balonismo no Brasil começa com a primeira tentativa de voo com um balão a ar quente, o que envolveu o padre brasileiro Bartolomeu de Gusmão, em 1709. Padre Bartolomeu realizou o primeiro voo, mas sem nenhum passageiro.
Na verdade a grande descoberta do padre foi o fato de provar que algo mais pesado que o ar poderia planar.
Foram os franceses irmãos Montgolfier que, em 1783, realizaram o primeiro teste com um balão tripulado. O voo foi um sucesso e visto por quase toda a população de Anonnay que esta a 500 kms ao sul de Paris.
O primeiro voo de balão tripulado no Brasil só foi acontecer no ano de 1885, quando Edouard Heilt sobrevoou por alguns segundos o Saco dos Alferes, no Rio de Janeiro.
Em 1987 foi fundada no Brasil a Confederação Brasileira de Balonismo, entidade máxima do esporte no Brasil.  
O esporte começou a  popularizar-se a partir dos anos 90.
O balão é considerado uma aeronave assim como avião, helicópteros e outros. Por esta razão o balão deve ter uma matricula (prefixo) registado junto à ANAC, seu piloto deve possuir uma licença (brevê) específico para a pratica do balonismo também emitido pela ANAC. Além disso o balão deve possuir uma apólice de seguro aeronáutico, um certificado de autorização de voo obrigatórios
O balonismo vem se desenvolvendo principalmente por servir como uma poderosa ferramenta de mídia, atraindo anunciantes de todos os segmentos, ou seja; a presença nos balões de logotipos de grandes empresas e/ou campanhas publicitárias vem auxiliando no desenvolvimento e popularização do esporte.

## Eventos
- Campeonato Mundial de Balonismo
- Festival Internacional de Balonismo de Albuquerque
- Copa Brasil de Balonismo
- Campeonato Brasileiro de Balonismo
- Campeonato Nipo-Brasileiro de Balonismo Maringa
- Campeonato Sul Brasileiro de Balonismo (Maringa e Londrina)
- Campeonato Paulista de Balonismo